# 43954 Chýnov
(43954) Chýnov, denumire internațională (43954) Chynov, este un asteroid din centura principală de asteroizi.

## Descriere
43954 Chýnov este un asteroid din centura principală de asteroizi. A fost descoperit pe 7 februarie 1997 la Observatorul Kleť de Miloš Tichý și Zdeněk Moravec
. Asteroidul prezintă o orbită caracterizată de o semiaxă mare de 2,27 ua, o excentricitate de 0,06 și o înclinație de 7,0° în raport cu ecliptica.